# Вольфганг Пауль
Вольфганг Пауль (нім. Wolfgang Paul; 10 серпня 1913, Лоренцкірх, Німецька імперія — 7 грудня 1993, Бонн, ФРН) — німецький фізик, лауреат Нобелівської премії з фізики в 1989 році (половина премії спільно з Гансом Демельтом) «за розробку методу втримання одиночних іонів». Другу половину премії отримав Норман Рамзей «за винахід методу роздільних коливальних полів і його використання у водневому мазері та інших атомних годинниках».

## Життєпис
Після захисту дисертації в 1939 році в Берліні, Пауль захищає другу дисертацію в Геттінгені і працює там професором з 1944 по 1952 роки. 1952 року він переходить в Боннський університет, де працює до 1981 року професором і директором фізичного інституту.
З 1964 по 1967 року Пауль був директором фізичного відділення в ЦЕРНі, і в 1970—1973 роках — головою ради директорів прискорювача DESY в Гамбургу. У 1979 Пауль був обраний президентом фонду імені Александра фон Гумбольдта і перебував на цій посаді протягом 10 років.
У першому шлюбі з Лізелотою Пауль (до шлюбу Гірш) у нього було четверо дітей — Ютта, Регіні, Штефан і Лоренц. З 1979 Пауль був одружений з доценткою з середньовічної літератури Доріс Вальх-Пауль. Син Пауля, Штефан Пауль, завідує кафедрою експериментальної фізики в Технічному університеті Мюнхена, інший син, Лоренц Пауль, є професором фізики в університеті Вупперталя.
Вольфганг Пауль жартома називав Вольфганга Паулі своєю уявною частиною.

## Досягнення
Вольфганг Пауль вважається піонером в області фізики елементарних частинок. Його роботи охоплюють області атомної і молекулярної фізики, мас-спектроскопії, поділу ізотопів, розсіювання електронів в речовині, радіобіології, дозиметрії і медичної терапії електронними пучками. У 1953. Пауль розробив квадрупольний мас-фільтр (масфільтр Пауля) для застосування в мас-спектроскопічних вимірюваннях.

## Нагороди
У 1989 Пауль був удостоєний Нобелівської премії з фізики.
Серед інших нагород: ступінь почесного доктора в університетах Упсали, Ахена, Познані, Салонік, Кентербері. Пауль був віцеканцлером ордена Pour le Mérite. Він отримав також золоту медаль академії наук у Празі, медаль Дірака від університету Нового Південного Уельсу. Пауль отримав орден ФРН за заслуги (великий хрест із зіркою). Від Німецького фізичного товариства Пауль здобув премію імені Роберта Поля. Став членом Гайдельберзької академії наук.
Іменем Вольфганга Пауля названо премію Німецького мас-спектроскопічного товариства (Дослідницька премія ім. Вольфганга Пауля), а також премію Вольфганга Пауля, яку присуджує фонд Олександра фон Гумбольдта і федеральне міністерство освіти та досліджень і яка є однією з найбільших за сумою за всю історію науки Німеччини. На честь Пауля названо велику лекційну аудиторію в університеті Бонна.